# Rafelig breeksteeltje
Het rafelig breeksteeltje (Pholiotina exannulata) is een schimmel uit de familie Bolbitiaceae. De paddenstoel leeft saprotroof op rijke klei in loofbossen.

## Kenmerken
De hoed is hygrofaan, gestreept over de helft van de diameter. De kleur is bruin-oranje. 
De lamellen zijn bruin/creme.
De sporen zijn 6,5-9,5 micrometer lang.

## Verspreiding
In Nederland komt het rafelig breeksteeltje vrij zeldzaam door het hele land voor. Het staat op de rode lijst (2008) in de categorie kwetsbaar.